# Szymon (Gietia)
Szymon, imię świeckie Walentij Gietia (ur. 14 listopada 1949 w Kriukowie) – biskup Rosyjskiego Kościoła Prawosławnego. 

## Życiorys
Po ukończeniu szkoły średniej w 1967 pracował w kombinacie materiałów budowlanych w Połtawie. W 1971, po odbyciu obowiązkowej służby wojskowej, rozpoczął studia na kierunku stomatologia w Połtawie. Ukończył je w 1977 w Kujbyszewie. Przez dwa lata od tego momentu pracował jako lekarz wojskowy w Czerniachowsku, zaś w 1979 został zatrudniony w poliklinice w Kujbyszewie.
W 1980 wstąpił do moskiewskiego seminarium duchownego, zaś po jego ukończeniu podjął studia w Moskiewskiej Akademii Duchownej. 2 grudnia 1983 złożył wieczyste śluby zakonne. 8 stycznia 1984 przyjął święcenia diakońskie, zaś 15 lutego – kapłańskie. Po uzyskaniu dyplomu Akademii w 1987 został skierowany do Kujbyszewa jako proboszcz parafii Świętych Piotra i Pawła. W 1988 został mianowany ihumenem. W 1990 podniesiony do godności archimandryty. Od 1991 wykłada w Petersburskiej Akademii Duchownej.
3 października 1993 w soborze Objawienia Pańskiego w Moskwie miała miejsce jego chirotonia na biskupa tichwińskiego, wikariusza eparchii petersburskiej. 27 grudnia 1995 objął nowo utworzoną katedrę murmańską i monczegorską. Od 29 lutego 2004 nosił tytuł arcybiskupa, zaś w 2013, w związku z utworzeniem metropolii murmańskiej, został metropolitą.
26 lutego 2019 r. przeniesiony na katedrę orłowską, jednak już 4 kwietnia (na własną prośbę) został przeniesiony w stan spoczynku. Na miejsce pobytu hierarchy wyznaczono Murmańsk.